# Gieorgij Jarcew

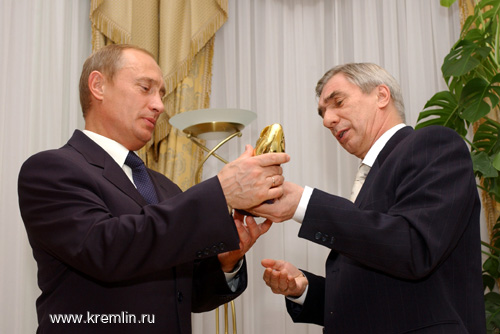
Gieorgij Jarcew

Gieorgij Aleksandrowicz Jarcew, ros. Георгий Александрович Ярцев (ur. 11 kwietnia 1948 w Nikolskoje, zm. 15 lipca 2022 w Moskwie) — rosyjski piłkarz występujący na pozycji napastnika, i trener piłkarski. Jako zawodnik w radzieckiej ekstraklasie zadebiutował dopiero w wieku 29 lat, ale już rok później zdobył – ze Spartakiem Moskwa – mistrzostwo kraju oraz koronę króla strzelców ligi. Po zakończeniu kariery piłkarskiej rozpoczął pracę szkoleniową. Przez wiele lat był pierwszym asystentem Olega Romancewa, najpierw w Krasnej Priesnii, a potem w Spartaku Moskwa, z którym samodzielnie zdobył mistrzostwo Rosji w 1996. Ponadto prowadził Dinamo Moskwa i Rotor Wołgograd oraz reprezentację rosyjskich piosenkarzy i zespół oldboyów Spartaka. W 2003 został selekcjonerem reprezentacji Rosji; wystąpił z nią na Euro 2004. Kilka miesięcy po tym turnieju, po słabym starcie w eliminacjach do Mundialu 2006, został zdymisjonowany.

## Kariera piłkarska
Jest wychowankiem Tekmaszu Nikolskoje, później przez wiele lat występował w radzieckiej drugiej lidze. W 1977 w wieku 29 lat powrócił do ekstraklasy po siedmioletniej przerwie (rozegrał jeden mecz sezonu 1970 w barwach CSKA Moskwa). Trafił do Spartaka Moskwa, w którego barwach zdobył mistrzostwo kraju i z liczbą dziewiętnastu goli koronę króla strzelców w sezonie 1977–1978. Łącznie w Wyższej Lidze rozegrał 85 meczów i strzelił 38 goli. Ponadto pięciokrotnie wystąpił w reprezentacji ZSRR.
Karierę piłkarską zakończył w 1982, w wieku 34 lat.

## Kariera szkoleniowa
Po zakończeniu piłkarskiej kariery pracował jako trener w moskiewskich klubach niższych lig. Na początku lat 90. był szkoleniowcem reprezentacji rosyjskich piosenkarzy.
W 1994 został asystentem Olega Romancewa w Spartaku Moskwa. Romancew łączył pracę trenera w klubie z posadą selekcjonera reprezentacji Rosji, ale od początku 1996 postanowił skupić się wyłącznie na przygotowaniu drużyny narodowej do występu na Euro 1996 i funkcję pierwszego trenera w Spartaku powierzył Jarcewowi. Ten utrzymał pierwsze miejsce w tabeli i pod koniec sezonu świętował z klubem mistrzostwo Rosji. Po mistrzostwach Europy, kiedy Romancew powrócił do Spartaka, ponownie był jego asystentem w tym klubie.
W 1998 rozpoczął samodzielną pracę szkoleniową w Dynamie Moskwa, który doprowadził do finału krajowego pucharu. Później był trenerem Rotoru Wołgograd i drużyny oldbojów Spartaka Moskwa.
W sierpniu 2003 w połowie eliminacji do Euro 2004 do dymisji podał się selekcjoner reprezentacji Rosji Walerij Gazzajew. Wielu szkoleniowców odmówiło wówczas przejęcia sterów kadry i nowym trenerem kadry został nieoczekiwanie Jarcew. Nowy opiekun drużyny narodowej zerwał ze strategią poprzednika, który próbował odmłodzić kadrę. Wysłał powołania do pomijanych Dmitrija Aleniczewa, Jegora Titowa oraz weteranów Aleksandra Mostowoja i pozostającego bez przynależności klubowej Wiktora Onopki. Rosjanom udało się nadrobić stracone punktu i awansować do barażów, w których w dwumeczu pokonali Walię. Na mistrzostwach reprezentacja grała mniej skutecznie. Mimo iż zwyciężyła przyszłych mistrzów Europy Greków, to – po porażkach w pierwszych meczach z Hiszpanią i Portugalią – zajęła w grupie ostatnie miejsce. W dodatku selekcjoner pokłócił się z liderem drużyny Mostowojem, który musiał wrócić do domu. Jarcew jednak nie został zdymisjonowany. Otrzymał wymówienie dopiero w marcu 2005 po remisie 1:1 z Estonią w eliminacjach do Mundialu 2006. Wcześniej, w meczach kwalifikacyjnych, reprezentacja uległa Portugalii 1:7 i zremisowała 1:1 ze Słowacją.
Dopiero w styczniu 2007 został trenerem drugoligowego Torpeda Moskwa, zastępując Aleksandra Gostienina. Pracował tam niecałe pół roku. W czerwcu 2007 został zdymisjonowany.
Pochowany na Cmentarzu Prieobrażeńskim w Moskwie.

## Sukcesy szkoleniowe
- mistrzostwo Rosji 1996 ze Spartakiem Moskwa
- finał Pucharu Rosji 1999 z Dynamem Moskwa
- start (faza grupowa) w Euro 2004 z reprezentacją Rosji